# 母さんへ
『母さんへ』（かかさんへ）は、2009年に放送されたNHK福岡放送局制作の地域ドラマである。同年12月11日、NHK九州沖縄地域で放送され、翌2010年2月11日に全国放送された。ギャラクシー賞2月度月間賞を受賞した。

## 概要
福岡県黒木町（2010年2月1日、八女市に編入）を舞台として、小学校教員と山村留学生の少女の交流、及び伝統芸能を守ろうとする人たちを描く。
中心人物は子役を含め本業の俳優が演じたが、それ以外の出演者はすべて地元の住民である。また、メインの舞台となった黒木町立笠原小学校（後の八女市立笠原小学校、2014年廃校）で児童が標準服を着用し、裸足になる伝統（前者は校則によって定められたものだが、後者は児童自身が受け継いできた不文律である）が存在するのも実話と同じである。
撮影は2009年8月20日から9月13日にかけて行われた。

## ストーリー
福岡県南部、美しい川の流れやどこまでも広がる茶畑に彩られた山間の里、黒木町。その笠原地区に堀川バスの路線バスがやってくる。そのバスから降り立った新人教師の火野ひかりは、笠原小学校に臨時教師として2学期から赴任するため来たのだ。バスから降りた直後、青いワンピースを着て寂しそうに茶畑を見つめる一人の少女を見つける。ひかりは声をかけるがその少女は黙って走り去ってしまう。
始業式の日、ひかりは校長の紹介を受けグラウンドに設けられた壇上に上がるが、その時茶畑で働く神村哲也が浄瑠璃用の人形を持ってやってきた。2学期になると伝統の浄瑠璃の練習があるためだった。
哲也の話を聞きながら、ひかりは児童が皆裸足でいることに気づく。大島先生いわく、校則に定められていない裸足になるという不文律があることを教えられる。なるほどと思ってふと見たとき、一人だけ裸足になっていない少女を見つけた。青いワンピースから標準服に変わっていたとはいえ、明らかに茶畑を見つめていた少女・加藤亜矢であった。
ひかりは6年生のクラスを担当することになった。教室に入った直後、後ろの座席にいる亜矢を見つける。他の児童が明るく振舞っているのに対し、亜矢だけが全く喋らず笑顔を見せないのを不思議に思う。
家庭訪問の結果、亜矢が山村留学生であることがわかる。福岡に住んでいた亜矢は、町に来て数ヶ月経つが、いまだに学校や里親になじめず、心を開こうとしなかったのだ。ひかりは、亜矢が博多で働く母親との間に問題を抱えている事を知る。ひかり自身、あるわだかまりが解けないままに母親を亡くしていた。ひかりは亜矢の笑顔を取り戻すため奔走する。そのうち、笠原小学校の伝統である人形浄瑠璃の公演が迫ってきた。ひかりは、すれ違う母子の愛情を描いたこの人形浄瑠璃に取り組むことで亜矢と母親を救おうとする。
（公式ホームページの記述を基に加筆）

## 出演者
火野ひかり
演 - 前田亜季（幼少期：三浦歌織）
主人公。臨時教員として黒木町に来た。
神村哲也
演 - 小澤征悦
お茶農家の青年。加藤亜矢を家に下宿させている。
加藤美佐子
演 - 西田尚美
内向的な娘である亜矢を連れて黒木町に来たが、娘とはあまりうまくいっていない。
矢部川弥三郎
演 - 津川雅彦
人形浄瑠璃の保存会会長。
健太が亜矢をからかって、その結果人形が壊れたことに憤慨し、一旦は人形の使用を禁止するが、手作りの人形を使って奮闘するひかりと哲也を見て、人形の使用を認める。
加藤亜矢
演 - 今田萌
福岡に住んでいた少女。内向的な性格のため母親を含め周囲との関係がうまくいかず、友人もいなかった。このため、笠原小学校に山村留学に来たが、母親と別れて暮らすことになったこともあって、状況に変化は無かった。また、学校では服装こそ標準服を着用をしているが、裸足になるという不文律には馴染めていなかった。
本当は母親と一緒に暮らしたいと思っており、母から渡された人形を大事にしているが、同級生の健太がその人形を川に落とす(直後、ひかりが川に飛び込んで拾ったが)など周囲から粗末に扱われることもある。
ひかりの母
演 - 坪内陽子
神村きよ
演 - 上田しのぶ
大島先生
演 - 山下晶
校長
演 - 矢山治
健太の母
演 - 上田裕子
森脇
演 - 坂口裕介
保存会幹部
演 - 高田豊三
健太
演 - 瀬上祐輝
亜矢の同級生の少年。腕白坊主。
亜矢が大事にしている人形を川に落とす、人形浄瑠璃の人形で亜矢をからかう、スカートをめくるなど頻繁に意地悪をする(本人は軽いつもりでしているのだが、結果的に大きな騒動の原因になっている)が、本当は亜矢のことを相当気にしている様子。
千春
演 - 長野美咲
亜矢の同級生。隣の席に座っている。健太が亜矢が大事にしている人形を奪った時には注意するなど、亜矢に対しては一定の配慮を見せる。
演じた長野美咲は端役としての登場であったが、端役として登場した他の児童がいずれもエキストラ出演であったのに対し、オーディションによって選ばれている。また、今田萌や瀬上祐輝とは異なり、それ以前に出演した作品が公表されていないことから、本作がデビュー作と考えられる(地方の舞台公演に出ていた可能性はある)。ちなみに、公式ホームページ上のメッセージ欄によると、初めてのオーディションでこのドラマに出ることになったとの事である。
児童たち
演 - 秋山洋子、牛島拓海、小松敏子、小柳翔、酒井静香、仁田原達也、樋口由姫、宮園麻衣、吉田成都、吉田亘

## スタッフ
- 脚本 - 羽原大介
- 音楽 - 榊原大

制作スタッフ
- 制作統括 - 有田康雄
- 演出 - 清水拓哉
- デスク - 中村雅郎
- 制作主任 - 桶谷武史
- 演出補 - 山崎樹、福原真樹子、小谷高義、吉川枝里、伊藤麗香
- 制作補 - 本田克哉、百田直哉、高松信太郎
- 記録・編集 - 佐藤秀城
- 音響効果 - 吉田直矢
- メイキング - 福島勇次
- 車両デスク - 嶋津裕史
- 編成管理 - 木森正憲、福島克典
- 編成リソース - 加藤大貴
- 番組広報 - 清水亘
- スチール - 牧野正文、野村聡美
- ポスターデザイン - 松尾伸也、梶原道生、杉本光央
- コピー - 石丸美奈子
- 題字 - 大庭三紀
- 制作応援 - 増田靜雄、平岡正臣、新里昌士、丸山拓也、安藤大佑、佐々木知範

技術スタッフ
- 技術統括 - 渡辺宗己
- 技術デスク - 国友秀光
- TD - 奥山操
- 撮影 - 吉岡博司、國清大介、和田圭太、箱田暁宣
- 照明 - 権藤直之、宮本文太、梶原公隆、島定治
- 音声 - 織田隆行
- 映像技術 - 瀬川秀洋
- 音楽録音 - 西村靖宏、高田秀一
- 機材デスク - 中川富雄

美術スタッフ
- 美術 - 多田至
- 美術進行 - 日高剛
- 化粧 - 熊本華南子、吉田努
- 衣裳・持道具 - 野口吉仁
- 大道具 - 村上拓、松本明利、村川聖二、永津和幸

指導・協力
- 浄瑠璃指導 - 竹本鳴子
- 人形指導 - 吉田勘緑
- 八女ことば指導 - 成清薫、田中冨士夫、矢野勝久
- 博多ことば指導 - 宮本たたみ
- 撮影協力 - 福岡県黒木町、黒木町のみなさん、福岡県福岡市、福岡市のみなさん、旭座人形芝居保存会、旭座人形芝居会館運営委員会、黒木町立笠原小学校[1]

## ポスター
ポスター撮影は笠原地区にある茶畑の中で9月1日に行われた。標準服を着て微笑んだ今田萌と主演の前田亜季が隣り合っており、右側に津川雅彦、左側に人形を持った小澤征悦が映る。